# Ludwig von Meerheimb
Ludwig Wilhelm Ferdinand Jaspar Freiherr von Meerheimb (* 11. Januar 1864 in Würzburg; † 1. Mai 1924 in Rostock) war ein deutscher Politiker und Beamter. Von 1914 bis 1918 war er Staatsrat und Vorstand des Ministeriums des Innern im Staatsministerium von Mecklenburg-Schwerin.

## Herkunft

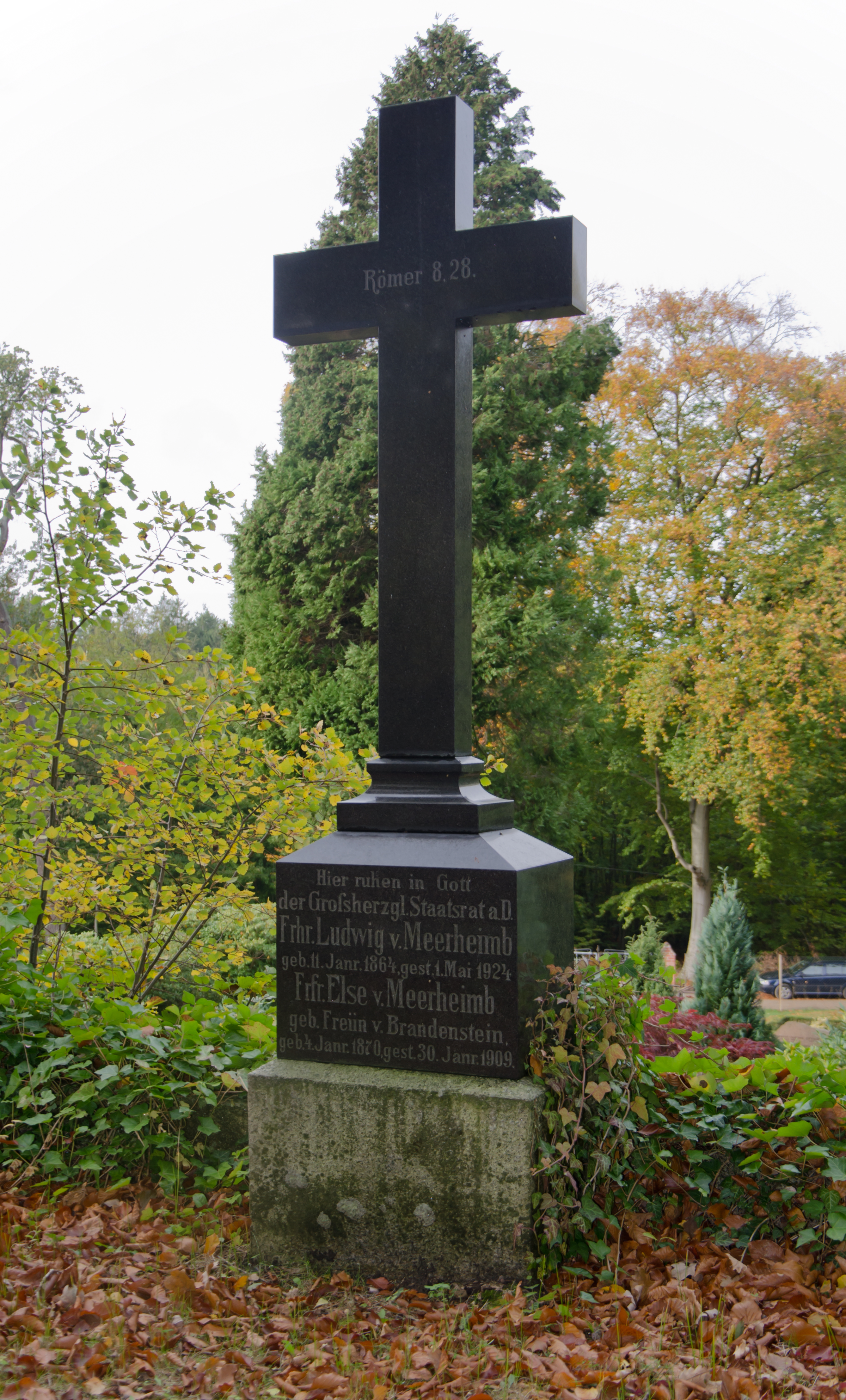
Grabmal von Ludwig und Else von Meerheimb auf dem Neuen Friedhof in Bad Doberan

Ludwig von Meerheimb stammte aus dem mecklenburgischen Adelsgeschlecht der Freiherren von Meerheimb. Seine Eltern waren der Gutsbesitzer und Oberstleutnant Jasper Friedrich Andreas Leopold von Meerheimb (* 1. Oktober 1824; † 16. Februar 1888) und dessen Ehefrau Ida Wilhelmine Luise Eleore von Lückner (* 28. Oktober 1828). Der General und Militärschriftsteller Ferdinand von Meerheimb war sein Onkel.

## Leben und Wirken
Er wuchs auf dem Familiengut Gnemern bei Bützow auf, wo er zunächst Hausunterricht erhielt. Danach besuchte er die Domschule Güstrow und erlangte 1883 das Abitur. Anschließend studierte er Rechtswissenschaften in Heidelberg, Kiel und ab 1886 an der Universität Rostock. Im Oktober 1888 bestand er die erste juristische Staatsprüfung und arbeitete dann als Referendar in Güstrow, Schwerin und zuletzt Rostock, wo er im April 1894 die zweite Prüfung ablegte.
Als großherzoglicher Domanialbeamter arbeitete Ludwig von Meerheimb zunächst zwei Monate als Amtsassessor am Domanialamt Bad Doberan, bevor er an das Amt Grabow wechselte. Dort hatte er ab 1896 die Position des Amtsverwalters inne. 1899 wurde er zum Amt Bützow versetzt und 1904 zum Amtmann ernannt. Ab 1905 war er Amtsverwalter des Amtes Schwerin und ab 1906 Distriktsbeamter der großherzoglich mecklenburg-schwerinschen Hausverwaltung.
1908 wurde Ludwig von Meerheimb aus gesundheitlichen Gründen in den Ruhestand versetzt und zog nach Doberan. 1910 kehrte er jedoch in den Staatsdienst zurück und war beim Amt Doberan tätig, wo er zwei Jahre darauf zum Amtshauptmann ernannt wurde. Ab 1912 arbeitete er erneut als Distriktsbeamter.
Am 1. April 1914 wurde Ludwig von Meerheimb zum Staatsrat und Vorstand des Ministeriums des Innern im Staatsministerium von Mecklenburg-Schwerin ernannt. Dort war er bis 1918 auch Vorsitzender des Hauptausschusses. Für seine „Verdienste um die Vorbereitung und Durchführung der Eisenbahnoperationen des Heeres“ verlieh ihm der Kaiser 1915 das Eiserne Kreuz 2. Klasse am weiß-schwarzen Bande. Am 18. November 1918 wurde Ludwig von Meerheimb aus Anlass der Novemberrevolution entlassen. Am gleichen Tag unterzeichnete Großherzog Friedrich Franz IV. noch seine Ernennung zum Wirklichen Geheimen Rat.
Nach seiner Entlassung lebte Ludwig von Meerheimb zunächst auf dem Gut seines Vaters, danach im Kloster Rühn. 1922 zog er nach Rostock, wo er als Abteilungsleiter bei der Mecklenburgischen Viehversicherungsgesellschaft arbeitete und 1924 mit 60 Jahren verstarb.

## Familie
Ludwig von Meerheimb war seit 1895 mit Elisabeth (auch Else; 1870–1909), geb. Freiin von Brandenstein, verheiratet. Sie war die Tochter des Kavallerie-Generals Georg von Brandenstein (1827–1897). Aus der Ehe gingen vier Kinder hervor; die Tochter Ilsabe (1898–1926) war mit Christian von Hammerstein verheiratet.

## Auszeichnungen
- 1908: Ritterkreuz des Hausordens der Wendischen Krone
- 1915: Eisernes Kreuz 2. Klasse am weiß-schwarzen Bande
- 1915: Mecklenburg-Schwerinsches Militärverdienstkreuz II. Klasse am roten Bande (9. April 1915)[5]
- 1917: Prädikat Exzellenz
- 1917: Hausorden der Wendischen Krone 2. Klasse
- 1918: Titel Wirklicher Geheimer Rat